# کولش-خوبوتکی
کولش-خوبوتکی (به لهستانی:  Kulesze-Chobotki) یک روستا در لهستان است که در گمینا کرپنو واقع شده‌است.